# Macquarie (Ausztráliai fővárosi terület)

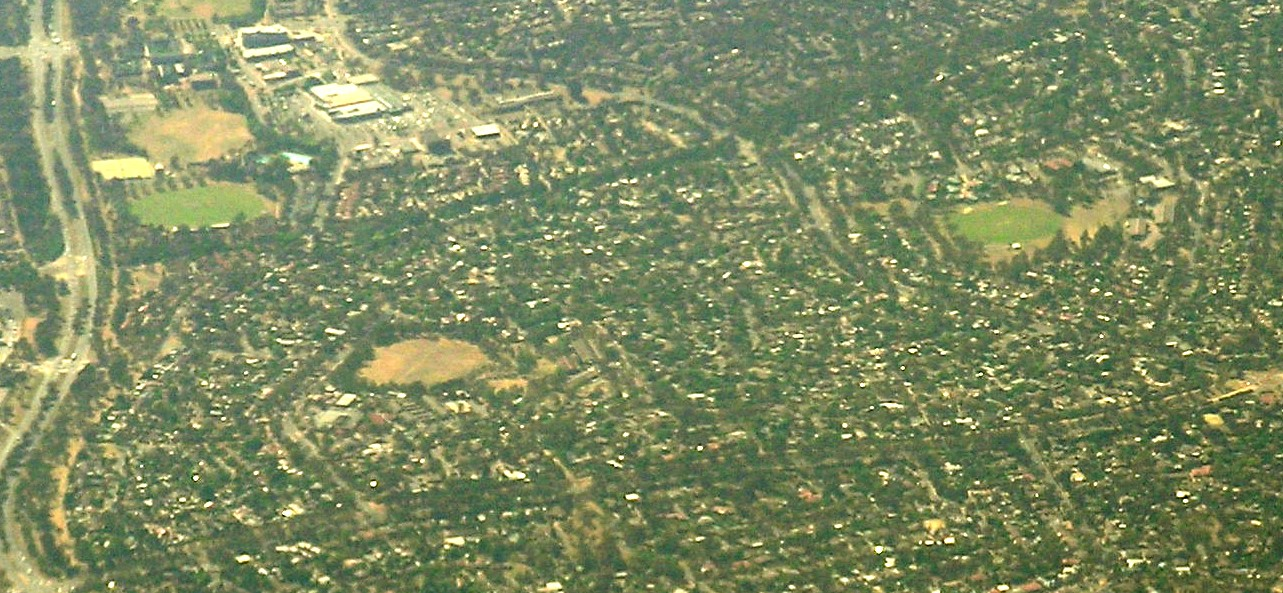
Macquarie város légifotója nyugat felől

Macquarie az ausztrál főváros, Canberra egyik elővárosa Belconnen kerületben. A város Lachlan Macquarie kormányzóról kapta nevét. A város utcáit a kormányzó kortársairól nevezték el. A település utcái megtekinthetők a Google Street View (Utcakép) szolgáltatással.

## Demográfia
A 2006-os népszámlálás adatai alapján a város lakosságának átlagéletkora 35 év, amely egy évvel több, mint a fővárosi átlag. A heti átlagkeresetek 400 és 499 ausztrál dollár körül mozognak. Macquarie lakosságának túlnyomó többsége ausztrál születésű (71,9%), míg a második legtöbben az Egyesült Királyság-ból származnak (7,2%). A lakások többsége különálló családi ház, de egyre több a társasházi jellegű lakás is.

## Fontosabb helyek
A városban a Lachlan Streeten található egy kisebb bevásárlóközpont, ahol egy vietnámi étterem és a város egészségügyi központja is helyet kapott. Az évek során ez a központ egyre kevésbé tudta felvenni a lépést a jóval ismertebb és nagyobb alapterületű Jamison Centre-rel, ezért némileg gazdaságtalanná vált üzemeltetése. 
A város fő bevásárlóközpontja a Jamison Centre, ahol minden olyan üzletet megtalál a vásárlóközönség, amelyeket egy hasonszőrű intézményben általában megszokott.
A városban található a Big Splash Waterpark, amely egy szabadtéri strand és itt található Canberra egyetlen vízicsúszdája.

## Oktatás
A Macquarie Primary Schoolt (általános iskola) 1968-ban alapították és ez volt az első iskola Belconnenben.
A Canberra High Schoolt 1938-ban alapították, amely a strand közvetlen közelében található.

## Földrajza
Macquarie Belconnen kerület egyik belső területén fekszik. Keletről Belconnen Way, Bindubi Street, délről Redfern Street és nyugatról Coulter Drive határolja.
A terület keleti részén a Deakin-vető által felgyűrt kiemelkedések találhatóak.

## Fordítás
Ez a szócikk részben vagy egészben  a   Macquarie, Australian Capital Territory című angol Wikipédia-szócikk ezen változatának fordításán alapul.  Az eredeti cikk szerkesztőit annak laptörténete sorolja fel. Ez a jelzés csupán a megfogalmazás eredetét és a szerzői jogokat jelzi, nem szolgál a cikkben szereplő információk forrásmegjelöléseként.